# Gate J Vol.2
『Gate J Vol.2』（ゲート・ジェイ・ボリュームツー）は松田樹利亜の4枚目のベスト・アルバム。

## 概要
2000年から最新作までの曲のみならずリテイクバージョンの曲も収録。「Gate J Vol.1」と同時発売。

## 収録曲
1. 月下美人（リテイク・バージョン）
作詞：松田樹利亜　作曲：Joey Carbone・Dennis Belfield
2. BAD BLOOD
作詞：松田樹利亜　作曲・編曲：鈴木慎一郎
3. Don't wanna die
作詞：松田樹利亜　作曲・編曲：鈴木慎一郎
4. ウイスキーレイン
作詞：松田樹利亜　作曲・編曲：鈴木慎一郎
5. 欠落
作詞：松田樹利亜　作曲・編曲：鈴木慎一郎
6. show!
作詞：松田樹利亜　作曲・編曲：鈴木慎一郎
7. 永遠という瞬間の中で（リテイク・バージョン）
作詞・作曲：松田樹利亜
8. 僕のカケラ
作詞：松田樹利亜　作曲・編曲：鈴木慎一郎
9. Bluesy Night
作詞：松田樹利亜　作曲・編曲：鈴木慎一郎
10. SPIRIT
作詞：松田樹利亜　作曲・編曲：鈴木慎一郎
11. パンドラ
作詞：松田樹利亜　作曲・編曲：鈴木慎一郎
12. だまってないで（リテイクバージョン）
作詞：松田樹利亜　作曲：石川寛門